# Burning in the Skies
„Burning in the Skies“ je píseň americké rockové skupiny Linkin Park. Píseň pochází z jeho čtvrtého studiového alba A Thousand Suns, stala se jeho třetím singlem. Singl byl vydán 21. března 2011. Produkce se ujali producenti Rick Rubin a Mike Shinoda. 
Píseň je dostupná jako DLC ve videohře Guitar Hero: Warriors of Rock.

## Videoklip
Hudební videoklip režíroval Joe Hahn. Premiéra proběhla 22. února 2010. Celý videoklip je ve zpomaleném záběru. Ukazuje závěrečné činnosti náhodných lidí (večírek teenagerů, pár v autě, dívka v koupelně, další dívka studující na počítači, starý muž večeřící o samotě a dítě běžící v pyžamu). Následně se stane jaderný výbuch v centru Los Angeles. Výbuch nastane, když začne kytarové sólo. Poté jsou členové kapely viděni ve tmě s efekty podobnými těm, které byly použity ve videoklipu „Waiting for the End“. Nezpívají ani nehrají na své nástroje v souladu s písní.

## Obsazení
- Chester Bennington – zpěv
- Mike Shinoda – zpěv, sampler, sólová kytara, klavír, klávesy
- Brad Delson – rytmická kytara
- Dave „Phoenix“ Farrell – basová kytara
- Joe Hahn – gramofony, samplery
- Rob Bourdon – bicí, perkuse

## Hitparáda
| Země      | Umístění |
| --------- | -------- |
| Rakousko  | 35       |
| Německo   | 43       |
| Švýcarsko | 41       |
|           |          |